# Mari Hanafusa
Mari Hanafusa (花總 まり, Hanafusa Mari, née le 28 février 1973 à Tokyo, Japon) est une chanteuse et actrice multirécompensée principalement active dans le domaine de la comédie musicale.

## Biographie

### Jeunesse
Mari Hanafusa apprend le violon dès l'âge de 5 ans et suit des cours de ballet dès l'école primaire.

### Période Takarazuka (1989-2006)[1]
En 1989, Mari Hanafusa intègre la Takarazuka Ongaku Gakkō, une école pour filles spécialisée visant à rejoindre la Revue Takarazuka. Elle est diplômée en 1991 et intègre officiellement la Revue l'année suivante.
Spécialisée dans les rôles féminins (dits Musumeyaku), elle figure successivement dans les troupes Etoile (1992-1993) et Neige (1993-1998). Dès 1994, elle se fait remarquer pour sa prestation dans Gone with the Wind. C'est toutefois le rôle d'Elisabeth d'Autriche, dans la comédie musicale de Sylvester Levay et Michael Kunze, qui lui apporte la notoriété.
En 1998, elle rejoint la troupe Cosmos. Elle y reste 12 ans et 3 mois, ce qui constitue un record de longévité. Elle est surnommée la « Mary Pickford de Takarazuka ».
En 2006, après avoir occupé une dernière fois le haut de l'affiche avec Never Say Goodbye, elle quitte la Revue et se retire durant quelques années de la scène musicale.

### L'après Takarazuka
En 2010, Mari Hanafusa reprend sa carrière : elle retrouve la scène avec Dietrich, Dracula, the Musical, Love Letters et The Count of Monte Cristo. On la voit dès lors dans de nombreuses productions, notamment celles de la Tōhō.
En 2014, en alternance avec Aya Hirano, elle décroche le rôle principal dans Lady Bess, nouvelle production du tandem Sylvester Levay / Michael Kunze dédiée à la scène japonaise. La trame se centre sur la jeunesse d'Élisabeth Ire. La distribution comporte également Ikusaburō Yamazaki, Yūichirō Yamaguchi et Keigo Yoshino. Elle retrouve le personnage pour le revival de 2017.
Sur la même période, elle tient le rôle de Nannerl, la jeune sœur de Wolfgang Amadeus, dans Mozart! ; elle y retrouve ses costars de Lady Bess, Ikusaburō Yamazaki, Yūichirō Yamaguchi et Keigo Yoshino.
Après avoir campé plusieurs fois Elisabeth au sein de la Revue Takarazuka, elle reprend plusieurs fois le rôle phare entre 2015 et 2023 ; elle est alors en tête d'affiche, au côté d'autres figures reconnues du milieu telles que Yū Shirota, Ikusaburō Yamazaki, Yoshio Inoue ou Yūta Furukawa. Elisabeth reste à ce jour sa performance la plus célèbre : elle a incarné le personnage dans six productions différentes et quelques concerts. Par ce rôle, elle est la plus jeune lauréate à avoir remporté le grand prix d'interprétation au 41ème Kazuo Kikuta Awards.
Entre 2016 et 2021, elle campe une nouvelle figure de la royauté, Marie-Antoinette, pour deux productions : 1789 - Les Amants de la Bastille de Dove Attia, Albert Cohen et François Chouquet puis Marie-Antoinette du duo Levay / Kunze.
En 2023, elle retrouve Yoshio Inoue, son partenaire d'Elisabeth, pour la toute nouvelle production Levay / Kunze : Beethoven. Elle y campe le rôle féminin principal. La production comporte en outre Daisuke Watanabe et Keigo Yoshino, qui avaient joué à ses côtés dans 1789 - Les Amants de la Bastille.

## Performances scéniques partielles

### Revue Takarazuka
| Année(s)         | Titre                                                   | Rôle                                | Notes                                                                     |
| ---------------- | ------------------------------------------------------- | ----------------------------------- | ------------------------------------------------------------------------- |
| 1991             | La Rose de Versailles ~ Oscar Edition                   |                                     | Première performance scénique                                             |
| 1992             | Bonjour, George!                                        | Elizabeth                           |                                                                           |
| 1994             | Gone with the Wind                                      | Carreen O'Hara                      | Premier rôle important Doublure pour le rôle principal de Scarlett O'Hara |
| 1995             | JFK                                                     | Jacqueline Kennedy                  |                                                                           |
| 1996 / 1998-1999 | Elisabeth                                               | Elisabeth d'Autriche                | Rôle principal                                                            |
| 1996             | On a Clear Day You Can See Forever                      | Daisy Gamble                        | Rôle principal                                                            |
| 2001             | La Rose de Versailles 2001 ~ Fersen et Marie Antoinette | Marie-Antoinette                    | Rôle principal                                                            |
| 2003             | Boxman                                                  | Dolly Page                          | Rôle principal Prix d'interprétation aux 29ème Kazuo Kikuta Awards (2004) |
| 2004             | Phantom                                                 | Christine Daaé                      |                                                                           |
| 2004             | Gone with the Wind                                      | Scarlett O'Hara                     | Rôle principal                                                            |
| 2006             | Never Say Goodbye                                       | Catherine McGregor / Peggy McGregor | Dernière performance au sein de la revue Captation DVD existante          |

### Hors Takarazuka
| Année(s)                                | Titre                            | Rôle                    | Notes |
| --------------------------------------- | -------------------------------- | ----------------------- | --- |
| 2010                                    | Dietrich                         | Édith Piaf              | |
| 2011                                    | Dracula, the Musical             | Mina Murray             | Rôle féminin principal Captation DVD existante |
| 2011                                    | Love Letters                     | Melissa Gardner         | Rôle féminin principal |
| 2013 - 2014                             | The Count of Monte Cristo        | Mercédès                | CD existant |
| 2014 / 2017                             | Lady Bess                        | Lady Bess               | Rôle principal Captation DVD existante (Flower version) CD existant                                                                               |
| 2014 - 2015                             | Mozart!                          | Nannerl                 | Captation DVD existante (Ikusaburō Yamazaki version)                                                                                              |
| 2015 - 2016 / 2019 / 2020 / 2022 - 2023 | Elisabeth                        | Elisabeth d'Autriche    | Rôle principal Grand prix d'interprétation au 41ème Kazuo Kikuta Awards (2016) Captation DVD existante Tournée 2020 annulée en raison du Covid-19 |
| 2016                                    | 1789 : Les Amants de la Bastille | Marie-Antoinette        | CD existant |
| 2018 / 2021                             | Marie-Antoinette                 | Marie-Antoinette        | Rôle principal Captation DVD existante (M version)                                                                                                |
| 2023                                    | Beethoven                        | Antonie "Toni" Brentano | Rôle féminin principal |
| 2025                                    | Bagdad Café                      | Jasmine Münchgstettner  | Rôle féminin principal |

## Filmographie
- 2017 : Naotora: The Lady Warlord : Sana
- 2017 : Moribito : Yuka

## Récompenses
- 1993 : Prix annuel de la revue Takarazuka : Prix de la débutante 1992[8]
- 1994 : Prix annuel de la revue Takarazuka : Prix de l'effort 1993[8]
- 1994 : Prix Hankyu Sumirekai : Prix féminin[9]
- 1996 : Prix annuel de la revue Takarazuka : Prix d'excellence 1995[8]
- 1997 : Prix annuel de la revue Takarazuka : Prix d'excellence 1996[8]
- 1999 : Prix annuel de la revue Takarazuka : Prix d'excellence 1998[8]
- 2000 : Prix annuel de la revue Takarazuka : Prix d'excellence 1999[8]
- 2001 : Prix Hankyu Sumirekai : Prix féminin[10]
- 2003 : 29ème Kazuo Kikuta Awards : Prix d'interprétation[11],[12]
- 2004 : Prix Hankyu Sumirekai : Prix spécial[10]
- 2005 : Prix annuel de la revue Takarazuka : Prix d'excellence 2004[13]
- 2015 : 23ème Yomiuri Theatre Awards : Prix de la meilleure actrice
- 2016 : 41ème Kazuo Kikuta Awards : Grand prix d'interprétation[4]
- 2021 : 42ème Matsuo Entertainment Awards : Prix d'excellence (catégorie théâtre)[1]